# Albert Grau

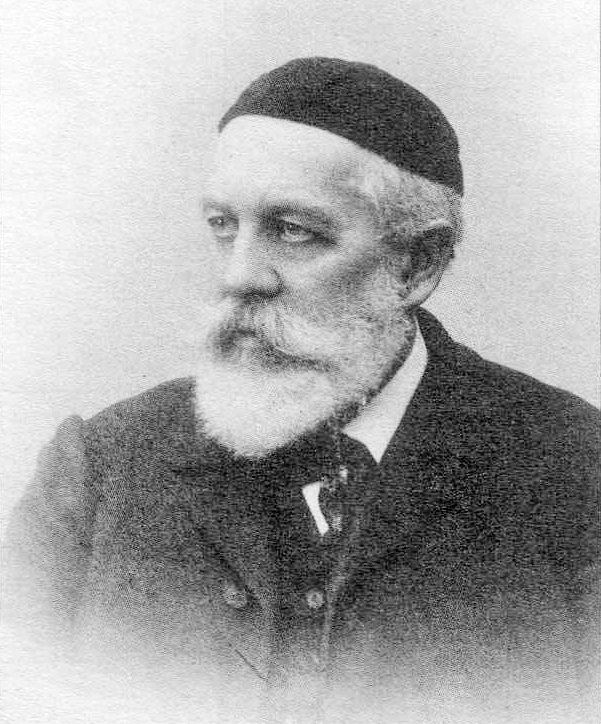
Albert Grau

Albert Grau (* 4. September 1837 in Kassel; † 24. April 1900 in Breslau) war ein deutscher Architekt, der vor allem in Breslau lebte und arbeitete.

## Familie
Albert Grau war verheiratet mit Margarethe Grau geb. Bayer (1856–1926). Dieser Ehe entstammen die Töchter Ilse und Erika sowie der Sohn Erich, der ebenfalls Architekt wurde. Auch der Enkel Erwin Grau setzte diese berufliche Tradition fort.

## Bauwerke

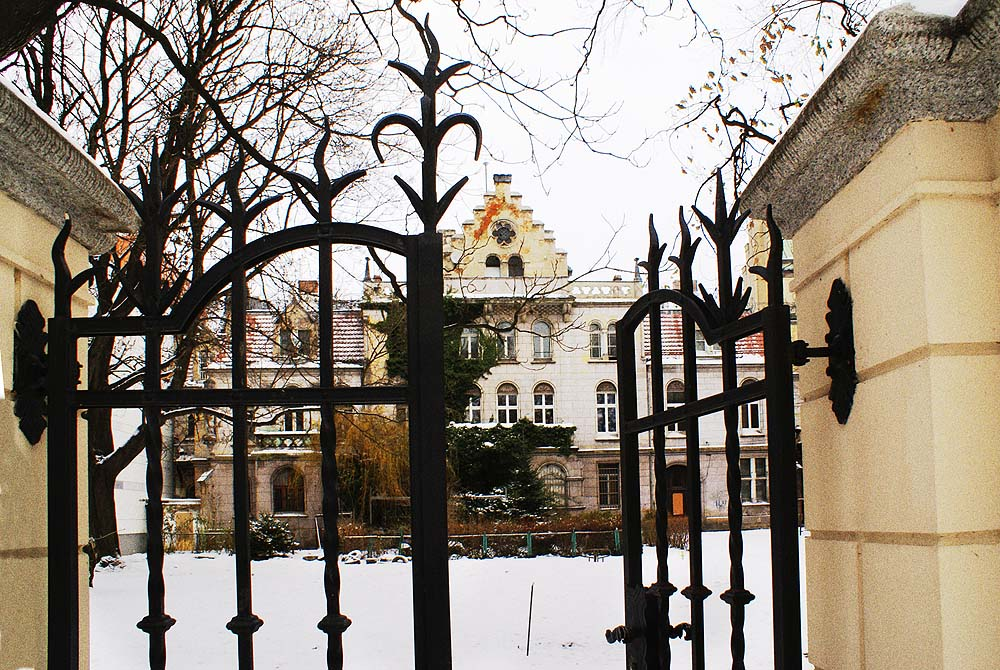
Palais Ballestrem in Breslau (2010)

- 1881–1884: Pflegeheim der Ernest- und Heinrich-Heimann-Stiftung in Breslau, Danziger Straße (ul. Gdańska)
- 1898–1899: Palais Ballestrem in Breslau, Wallstraße 4 (ul. Włodkowica 4)
- 1884–1885: Synagoge in Glatz
- 1900: Umbau und Erweiterung von Schloss Brockau bei Breslau[2]

sowie undatiert:
- Jüdisches Waisenhaus in Breslau-Gräbschen, ul. Grabiszyńska

Die als Altersruhesitz für Albert und Margarethe Grau gedachte Villa Grau in Jannowitz (Riesengebirge) entstand 1896/97 nach einem Entwurf von Erich Grau.